# The Missing Piece
The Missing Piece – dziewiąty album studyjny grupy Gentle Giant z 1977 roku. Nagrania dotarły do 81. miejsca listy Billboard 200 w USA.

## Lista utworów
Źródło.
Wszystkie utwory skomponowali Kerry Minnear, Derek Shulman, Ray Shulman.
Strona A
| 1. | "Two Weeks In Spain"               | 3:00  |
|    |                                    |       |
| 2. | "I'm Turning Around"               | 3:54  |
|    |                                    |       |
| 3. | "Betcha Thought We Couldn't Do It" | 2:20  |
|    |                                    |       |
| 4. | "Who Do You Think You Are?"        | 3:33  |
|    |                                    |       |
| 5. | "Mountain Time"                    | 3:19  |
|    |                                    |       |
|    |                                    | 16:06 |
|    |                                    |       |
Strona B
| 1. | "As Old As You're Young" | 4:19  |
|    |                          |       |
| 2. | "Memories Of Old Days"   | 7:15  |
|    |                          |       |
| 3. | "Winning"                | 4:12  |
|    |                          |       |
| 4. | "For Nobody"             | 4:00  |
|    |                          |       |
|    |                          | 19:46 |
|    |                          |       |
Bonus na zremasterowanym wydaniu
1. "For Nobody" (Live)

## Skład
Źródło.
- Gary Green – gitara (5, 6, 8), gitary (1-4, 7, 9), gitara akustyczna (7)
- Kerry Minnear – organy hammonda (1, 2, 5-9), fortepian elektryczny (1, 2, 5, 7), fortepian (4-6, 8), syntezator (1, 4, 7), minimoog (3, 6, 8), klawinet (6), instrumenty perkusyjne (8), śpiew (6)
- Derek Shulman – śpiew
- Ray Shulman – gitara basowa, gitara 12-strunowa (7), instrumenty perkusyjne (8)
- John Weathers – perkusja (1-6, 8, 9), tamburyn (1, 5, 6, 8, 9), talerze perkusyjne (7), instrumenty perkusyjne (8), automat perkusyjny (8)